# Efon Alaaye
Efon Alaaye est une ville de l'État d'Ekiti au Nigeria.
C'est un royaume traditionnel. Il y a trois maisons dirigeantes à Efon Alaaye, qui assure la rotation du titre royal (Alaaye) (Ogbenuote, Obologun et Asemojo, dans cet ordre). Le 46ème et actuel Alaaye d'Efon Alaaye est S.A.R. (Dr.) Emmanuel Aladejare Agunsoye II.